# Bugatti Centodieci
Bugatti Centodieci (Italiană pentru „110”) este o mașină sport cu motor central de producție limitată produsă de producătorul francez de automobile Bugatti Automobiles. Mașina este un omagiu adus Bugatti EB110 și o sărbătoare a aniversării a 110 ani a mărcii Bugatti. Centodieci este cu 20 kg mai ușor decât Bugatti Chiron și are un motor W16 cu 8.000cc (8.0 L; 488.2 cu in)  quad-turbocompresor W16, nominal la 1.177 kW (1.600 CP; 1.578 CP) la 7.000 rpm. Producția Centodieci va fi limitată la 10 unități la preț de 8 milioane de euro (~ 8,9 milioane USD) fiecare.
Până în decembrie 2022, toate cele 10 unități au fost livrate clienților.